# Pigwa pospolita

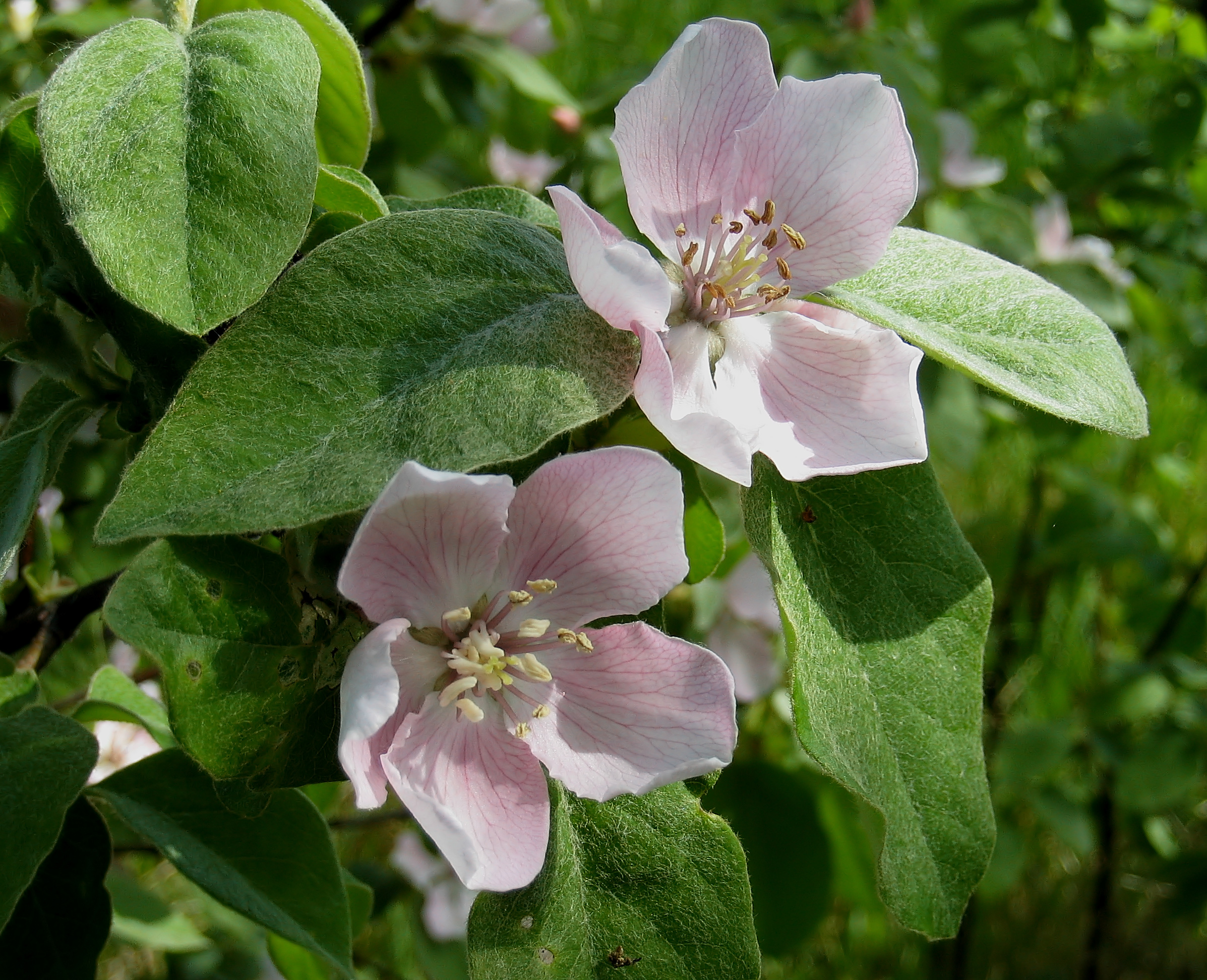
Kwiaty

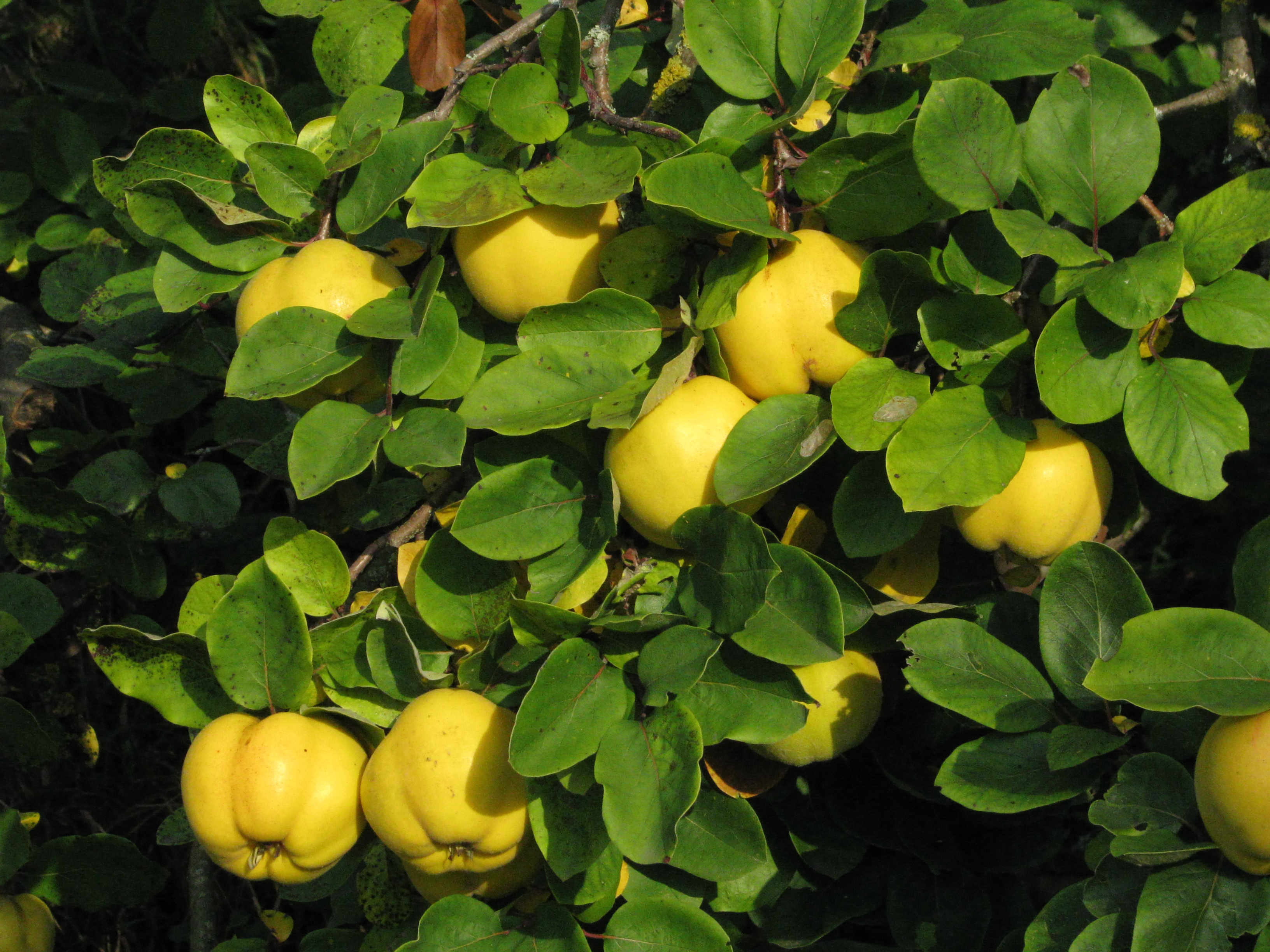
Owoce

Pigwa pospolita (Cydonia oblonga Mill.) – gatunek rośliny wieloletniej z rodziny różowatych (Rosaceae). Jest jedynym przedstawicielem rodzaju pigwa. Pochodzi z południowo-zachodniej Azji: Zakaukazia, Iranu, Turkiestanu, południowo-wschodniej Arabii, Azji Mniejszej. Rozprzestrzeniona została także na innych obszarach, zwłaszcza w południowej Europie. W naturze rośnie w lasach i zaroślach.
Gatunek uprawiany jest dla swoich jadalnych i silnie aromatycznych owoców. Wykorzystywany jest także jako podkładka skarlająca dla grusz.

## Morfologia
PokrójDuży krzew lub niewielkie drzewo osiągające 5 m (w warunkach klimatycznych Polski rzadko do 3 m), z cienką łuskowatą korowiną, stale odpadającą płatami o zmiennym ubarwieniu zależnym od odmiany (czerwonawa, popielata lub prawie czarna).
LiścieJajowate do owalnych, całobrzegie, wierzchnia strona naga, lekko błyszcząca, spodem kutnerowato filcowate, z owłosionym ogonkiem.
KwiatyOsadzone pojedynczo, ukazujące się po rozwoju liści, o kolorze białym, bladoróżowym do różowego. Obcopylne, pięciokrotne o 15–25 pręcikach i jednym słupku. Kwitnie na przełomie maja i czerwca.
OwoceTzw. owoce jabłkowate, żółte, u większości odmian o średnicy 6 cm (u nowych odmian owoce bywają większe i osiągają nawet 1 kg), z pięcioma komorami nasiennymi, zawierającymi pestki. Pokryte są kutnerem. Nasiona czerwono-brązowe, odwrotnie jajowate, nieregularnie kanciaste, o silnie śluzowiejącej łupinie. MTN 24–45 g. Miąższ owoców twardy i mocno cierpki, aromatyczny, z dużą ilością komórek kamiennych.

## Systematyka
Gatunek z monotypowego rodzaju pigwa Cydonia z rodziny różowatych Rosaceae. W obrębie rodziny zaliczany jest do podrodziny Amygdaloideae, plemienia Maleae i podplemienia Malinae.

## Zastosowanie

### Roślina lecznicza
Surowiec zielarskiNasienie pigwy (Semen Cydoniae) zawierające w epidermie około 22% śluzu, zbudowanego z arabinozy, ksylozy i kwasów uronowych, a w zarodku nieco nitrylozydu amygdaliny.
DziałanieStosuje się tylko w postaci nierozdrobnionej jako środek przeczyszczający, a także zewnętrznie jako przeciwzapalny.

### Roślina ozdobna
Jest uprawiana ze względu na swoje ładne owoce, ozdobna jest także podczas kwitnienia. Sadzona jest w ogródkach przydomowych i w parkach. Wykorzystywana bywa do formowania bonsai.

### Roślina jadalna
Surowe owoce są twarde i opisywane jako niesmaczne, jednak po ugotowaniu ich smak staje się przyjemny. Owoce używane są do wyrobu galaretek i dżemów oraz jako dodatek poprawiający smak gotowanych jabłek i gruszek.

### Inne zastosowania
Jest uprawiana głównie jako skarlająca podkładka dla grusz i innych drzew owocowych z rodziny różowatych. W tym celu uprawiane są wyselekcjonowane typy rozmnażane w sposób wegetatywny. Najczęstszym sposobem rozmnażania są odkłady pionowe. W Polsce najpopularniejszym typem pigwy stosowanym jako podkładka skarlająca pod grusze jest Pigwa S1. W Europie Zachodniej natomiast wyselekcjonowane w Anglii Pigwa MA, Pigwa MC oraz belgijska Pigwa Adams.

## Uprawa
Ma płytki system korzeniowy i dlatego wymaga żyznej i stale wilgotnej gleby. Jest światłolubna, na mróz nie jest całkowicie odporna. Szlachetne odmiany wielkoowocowe, aby nie utraciły cech, rozmnażane są przez odkłady pionowe lub szczepienie na podkładkach gruszy kaukaskiej, głogu jednoszyjkowego, lub jarzębiny, bądź po prostu na siewkach pigwy.